# André Franquin
André Franquin (Etterbeek, 3 gennaio 1924 – Saint-Laurent-du-Var, 5 gennaio 1997) è stato un fumettista belga.

## Biografia

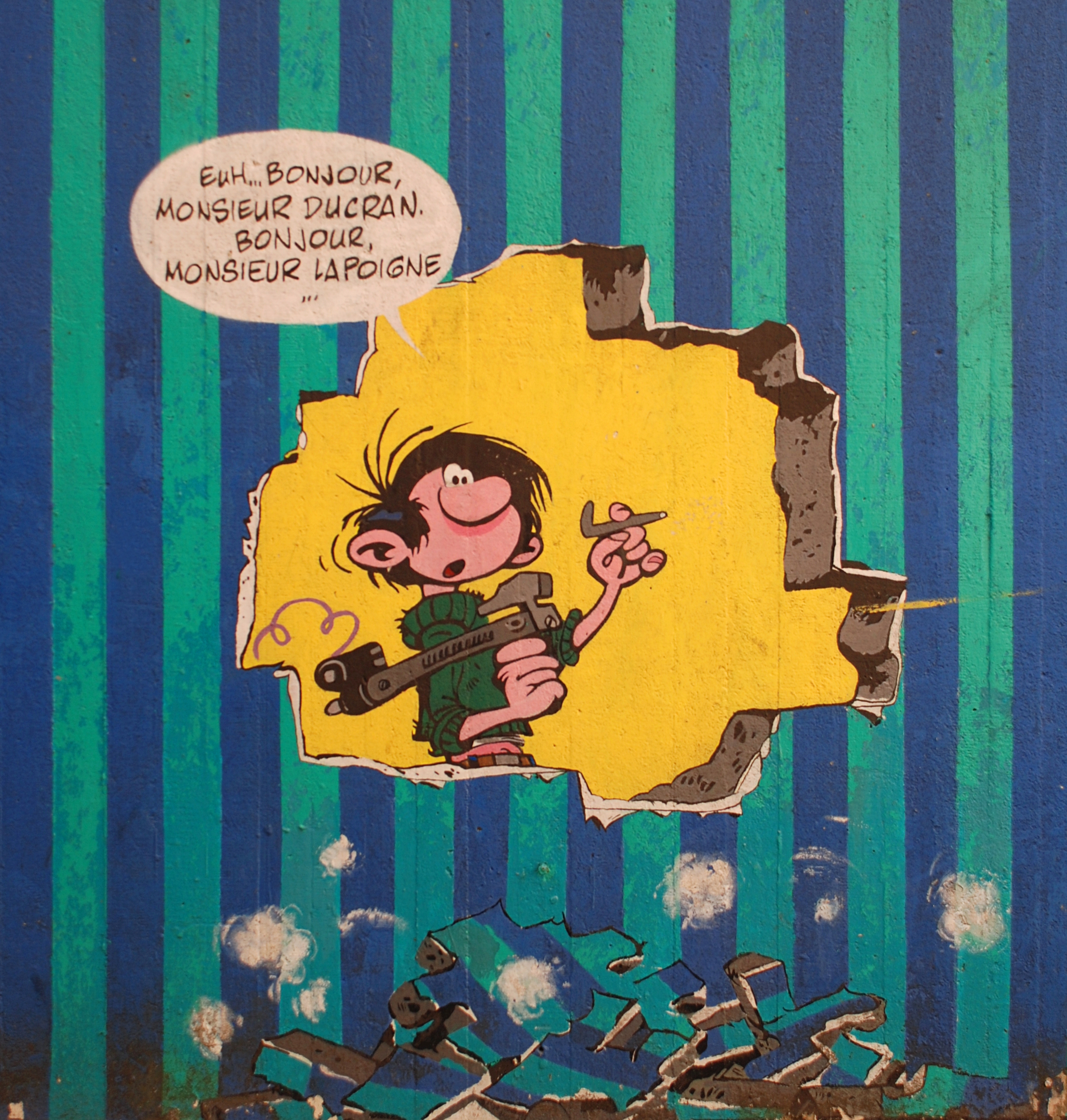
Pittura murale di Gaston Lagaffe in rue des Wallons a Louvain-la-Neuve in Belgio.

Nasce a Etterbeek (in Belgio) il 3 gennaio 1924. Interrotti gli studi per lavorare in uno studio di cartoni animati e nel 1945, insieme a Jijé, Morris e Peyo (autori che come lui raggiungeranno il successo nel mondo dei fumetti), fonda uno studio per la produzione di fumetti che chiuderà l'anno successivo.
Nel 1946 Franquin inizia a pubblicare sul settimanale Spirou realizzando l'omonimo personaggio creato da Rob-Vel (Robert Velter) nel 1938. Nelle storie di Spirou fanno la loro apparizione nuovi personaggi come il Marsupilami e Gaston Lagaffe, che diventeranno protagonisti di serie dedicate e che in Italia verranno pubblicate sul Corriere dei ragazzi.
Nel 1955, per contrasti con l'editore, passa a lavorare per la rivista Tintin, per la quale pubblica Modeste et Pompon, che in seguito sarà continuata da altri autori. All'inizio del 1957 torna a pubblicare per Spirou dedicandosi maggiormente ai propri personaggi.
Definito "un disegnatore realistico tra i disegnatori umoristici" viene ritenuto un maestro del bianco e nero.
Nel 1977 crea la serie Idées noires, che lo renderà famoso, pubblicata sulla rivista Le trombone illustré, supplemento satirico di Spirou, e successivamente pubblicata su Fluide Glacial.
Dal 1982 ha pubblicato su Pif Gadget numerose sue opere.
Nel 1987 riprende a realizzare le storie del Marsupilami, del quale ha ottenuto i diritti, che diviene anche il simbolo della propria casa editrice, la Marsu Productions.
Muore il 5 gennaio 1997, due giorni dopo il suo settantatreesimo compleanno.

## Riconoscimenti
- Grand Prix de la ville d'Angoulême (1974)[5].
- Il 5 aprile 2014 la casa d'aste Christie's ha tenuto a Parigi un'asta dedicata ai fumetti incentrata su tavole di produzione franco-belga. Tra i pezzi presentati figurava anche la tavola con copertina originale di Spirou e Fantasio – L’héritage, disegnata da André Franquin e stimata 80000 €[6].